# Барбоза, Жаде
Жаде Фернандес Барбоза (порт.-браз. Jade Fernandes Barbosa, род. 1 июля 1991 года в Рио-де-Жанейро) — бразильская гимнастка, трёхкратный призёр чемпионатов мира (2007, 2010, 2023), чемпионка Панамериканских игр 2007 года, многократная чемпионка Южноамериканких игр. Представляла Бразилию на летних Олимпийских играх в 2008 и 2016 годах.

## Карьера
В 2006 году Барбоза принимала участие в Бразильском юниорском чемпионате в многоборье.
Её первое серьезное выступление, как гимнастки, состоялось в 2007 году на панамериканских Играх в Рио-де-Жанейро. В декабре 2007 года она была названа бразильской спортсменкой года. Ранее это звание носили гимнасты Laís Souza и Daiane dos Santos.
В 2007 году Барбоза выиграла свою первую медаль на чемпионате мира в Германии, где она стала второй в опорном прыжке.
На Панамериканских играх 2007 года она заняла четвёртое место.
На чемпионате мира по спортивной гимнастике в 2007 году Барбоза набрала 15.9 очков в опорном прыжке, 14.95 — в упражнениях на брусьях, 15.7 — на бревне.
В октябре 2007 года Барбоза приняла участие в Кубке мира в Штутгарте, Германия и завоевала две серебряные медали в опорном прыжке и в вольных упражнениях. На чемпионате мира в 2008 году Барбоза также завоевала две серебряные медали.
На летних Олимпийских играх 2008 года в Пекине Барбоза помогла бразильской команде выйти в финал. Упав в финале многоборья в индивидуальных соревнованиях, она финишировала десятой.
После Олимпиады Барбоза получила серьезную травму и не смогла участвовать в соревнованиях несколько месяцев.
Её первым крупным международным соревнованием после Олимпийских игр стал чемпионат мира по спортивной гимнастике 2010 года, где она заняла 15-е место в многоборье, была третьей в опорных прыжках вслед за спортсменами Алисией Сакрамоне и Алией Мустафиной. В следующем году на чемпионате мира она заняла четвёртое место в опорном прыжке.
В Олимпийских играх 2012 года Барбоза не принимала участие из-за контрактных споров с бразильской спортивной Федерацией.
На летних Олимпийских играх 2016 года в командном первенстве она набрала 14.933 очков в опорном прыжке, 14.391 очков — в упражнениях на брусьях, 13.033 очков — на бревне и 14.266 очков в вольных упражнениях, принеся команде восьмое место.
На чемпионате мира 2023 года в Антверпене завоевала свою третью в карьере медаль на этих соревнованиях, став второй в командном первенстве в составе сборной Бразилии. Барбоза выиграла медаль чемпионата мира спустя 16 лет после бронзы на чемпионате мира 2007 года.

## Примечание
1. 1 2 3 4  https://epoca.oglobo.globo.com/tudo-sobre/noticia/2016/08/jade-barbosa.html
2. ↑  2006 Brazilian Artistic Gymnastics Championships. Дата обращения: 16 августа 2016. Архивировано из оригинала 20 июля 2013 года.
3. ↑  31st Turnier der Meister. Дата обращения: 16 августа 2016. Архивировано из оригинала 27 октября 2007 года.
4. ↑  XV Pan American Games 2007. Дата обращения: 16 августа 2016. Архивировано из оригинала 29 декабря 2011 года.
5. ↑  Gabrielle McMillen (2016-08-11), Rio Olympics 2016: Gymnastics fan favorite Jade Barbosa of Brazil injured, Sporting News, Архивировано 14 августа 2016, Дата обращения: 16 августа 2016 Источник. Дата обращения: 16 августа 2016. Архивировано 14 августа 2016 года.
6. ↑  Women's Team Final, rio2016.com, Архивировано из оригинала 9 августа 2016, Дата обращения: 16 августа 2016 Источник. Дата обращения: 16 августа 2016. Архивировано из оригинала 9 августа 2016 года.